# Their Greatest Hits: The Record
Their Greatest Hits: The Record es el álbum de grandes éxitos a modo de retrospectiva hecho por los Bee Gees, lanzado por Universal Music Group en noviembre de 2001. El álbum incluye 40 canciones cubriendo más de 35 años de música. Cuatro de las canciones son nuevas versiones de canciones clásicas compuestas por los hermanos Gibb: «Emotion», «Heartbreaker», «Islands In The Stream», y «Immortality» que fueron originalmente grabadas por otros artistas.
El álbum debutó en el Billboard 200 el 8 de diciembre de 2001 en el puesto #49. Se mantuvo 40 semanas en la lista. Fue certificado como Disco de Oro y Platino por la RIAA el 28 de febrero de 2002.

## Características del álbum
Muchas de las canciones están en orden cronológico, exceptuando por el posicionamiento de «You Should Be Dancing», que fue lanzado antes que «Love So Right». Además, «Spicks And Specks», una canción de 1966 cierra el Disco dos, que convierte a la pista en una especie de Bonus Track.
«Emotion» y «Heartbreaker» fueron grabadas en 1994 como parte de un álbum llamado Love Songs cuyo lanzamiento fue cancelado y posteriormente aplazado. «Islands In The Stream» fue grabado en 2001 con Robin Gibb cantando en la voz principal con un sonido contemporáneo de R&B distinto del tradicional sonido country presentado, por ejemplo en One Night Only donde Barry Gibb canta en la voz principal, o en la versión de Kenny Rogers con Dolly Parton. Barry de hecho no aparece en esta canción. «Immortality» es un demo de 1996 donde Barry canta en un falsetto muy alto para imitar el tono de Céline Dion con el cual debía cantar el tema.
Las primeras copias distribuidas en Reino Unido usaron la versión incorrecta de «How Can You Mend a Broken Heart?» donde Barry Canta los versos de apertura. Una falla de remasterización estuvo también presente en «More Than a Woman», donde el audio notablemente se hunde ligeramente durante el primer verso. Estos errores fueron corregidos después de muchas miles de copias que habían sido distribuidas.

## Lista de canciones
Todas las composiciones por Barry, Robin y Maurice Gibb, exceptuando las indicadas.

### Disco uno
1. «New York Mining Disaster 1941» (Barry Gibb/Robin Gibb) – 2:12
2. «To Love Somebody» (Barry Gibb/Robin Gibb) – 3:02
3. «Holiday» (Barry Gibb/Robin Gibb) – 2:55
4. «Massachusetts» – 2:25
5. «World» – 3:16
6. «Words »– 3:17
7. «I've Gotta Get a Message to You» – 2:52
8. «I Started a Joke» – 3:09
9. «First of May» (Barry Gibb/Maurice Gibb) – 2:50
10. «Saved by the Bell» (Robin Gibb) – 3:08
11. «Don't Forget to Remember »(Barry Gibb/Maurice Gibb) – 3:29
12. «Lonely Days» – 3:48
13. «How Can You Mend a Broken Heart?» (Barry Gibb/Robin Gibb) – 3:59
14. «Run to Me» – 3:13
15. «Jive Talkin'»– 3:46
16. «Nights on Broadway» – 4:36
17. «Fanny (Be Tender With My Love)» (Barry Gibb/Maurice Gibb) – 4:04
18. «Love So Right» – 3:37
19. «If I Can't Have You» – 3:22
20. «Love Me» – 4:04
21. «You Should Be Dancing» – 4:15

### Disco dos
1. "Stayin' Alive" – 4:47
2. "How Deep Is Your Love" – 4:03
3. "Night Fever" – 3:31
4. "More Than a Woman" – 3:17
5. "Emotion" (Barry Gibb/Robin Gibb) – 4:03
6. "Too Much Heaven" – 4:57
7. "Tragedy" – 5:03
8. "Love You Inside Out" – 4:11
9. "Guilty" by Barbra Streisand with Barry Gibb – 4:24
10. "Heartbreaker" – 4:25
11. "Islands in the Stream" (Add. lyrics Pras Michel) – 4:22
12. "You Win Again" – 4:03
13. "One" – 4:57
14. "Secret Love" – 3:35
15. "For Whom the Bell Tolls" – 3:58
16. "Alone" – 4:22
17. «Inmortality» – 4:15
18. "This Is Where I Came In" – 4:00
19. «Spicks and Specks» – 2:51

- Datos: Q927956